# Georg von Limburg-Styrum
Graf Georg von Limburg-Styrum (* um 1500; † 14. Dezember 1552) war ein Adliger, durch Abstammung Graf von Limburg, durch Erbe Herr zu Styrum.

## Abstammung
Georg war ein Sohn des Grafen Adolf von Limburg-Styrum (* um 1450; † 20. Oktober 1506) und dessen Ehefrau Elisabeth von Reichenstein (* um 1460; † 30. April 1529).

## Ehe und Nachkommen
Georg heiratete am 7. Januar 1539 Gräfin Irmgard von Wisch (* um 1505; † 10. Mai 1587), Tochter von Heinrich V. von Wisch und Walburg von dem Bergh, Witwe des  Johann VI. Scheiffart von Merode (1509–1537), Pfandherrn des Amtes Liedberg. Die Ehe wurde geschieden. Sie hatten zusammen folgende Kinder:
- Hermann Georg (* 1540 in Borculo; † 27. August 1574)

⚭ 7. Mai 1554 mit Gräfin Maria von Hoya (* 14. April 1534; † 28. Dezember 1612 in Terborg)
- Anna Maria (* um 1543; † 2. November 1637 auf Burg Reifferscheid)

⚭ 21. August 1567 in Terborg mit Graf Werner von Salm-Reifferscheid (* 17. August 1545; † 16. Februar 1629)
- Katharina (* um 1545; † 22. Januar 1572) Kanonissin zu St. Ursula in Köln, Küsterin zu Vreden und 1564 Äbtissin in Borghorst